# Day of Reckoning (Destruction)
Pour les articles homonymes, voir Day of Reckoning.
Albums de Destruction
D.E.V.O.L.U.T.I.O.N.
(2008) Spiritual Genocide
(2012)
Day of Reckoning est le onzième album du groupe de thrash metal allemand Destruction, sorti le 18 février 2011 sous les labels Nuclear Blast et PIAS.

## Liste des titres
| No  | Titre                   | Durée |
| --- | ----------------------- | ----- |
| 1.  | The Price               | 3:39  |
| 2.  | Hate Is My Fuel         | 4:24  |
| 3.  | Armageddonizer          | 4:09  |
| 4.  | Devil’s Advocate        | 4:18  |
| 5.  | Day Of Reckoning        | 3:58  |
| 6.  | Sorcerer Of Black Magic | 4:25  |
| 7.  | Misfit                  | 4:26  |
| 8.  | The Demon Is God        | 5:11  |
| 9.  | Church Of Disgust       | 4:05  |
| 10. | Destroyer Or Creator    | 3:09  |
| 11. | Sheep Of The Regime     | 4:59  |

## Membres du groupe
- Schmier : chant, basse
- Mike Sifringer : guitare
- Vaaver : batterie